# Apiocera augur
Apiocera augur is een vliegensoort uit de familie Apioceridae. De wetenschappelijke naam van de soort is voor het eerst geldig gepubliceerd in 1886 door Osten Sacken.
De soort komt voor in in Mexico (Sonora).